# Dysplasi
Dysplasi är en patofysiologisk förändring i vävnader, ofta ett förstadium till neoplasi (ofta cancer). Till skillnad från malign neoplasi (cancer) är dysplasi reversibel och vävnaden kan återgå till sitt normala tillstånd. Dysplasi är karakteriserat av cytologiska förändringar av epitelceller i malign rättning dock utan tecken på invasion i omgivande stroma. 
Dysplasier uppträder som ett svar på yttre retning av en vävnad. Exempelvis vid infektion av humant papillomavirus i livmoderhalsen uppträder ofta en dysplasi, men försvinner spontant när virusinfektionen avklingar.
Dysplasier kännetecknas anatomiskt av förändrad cytologi, ofta i kombination med förändrad vävnadsarkitektur. 
Dysplasi i en vävnad upptäcks lätt i mikroskop då cellernas storlek i dysplastisk vävnad är olika och då dess kärnor har förstorats. 